# Erik Rubín
Erik Rubín  Milochenko (Puebla, México, 30 de janeiro de 1971) é um cantor, ator e compositor. Aos 12 anos Erik participou de uma audição para o grupo Timbiriche com o qual ele tem mais de 10 álbuns gravados.

## Biografia
Erik com o grupo participou em vários concertos e tours especiais de televisão em diversos países. Mas antes de entrar para o Timbiriche, Erik começou a tomar os primeiros passos na música para se juntar ao grupo "Grillos".
Foi em 1983 quando entrou para o grupo Erik Rubín foi o único membro que entrou sem substituir outro integrante, ele cantou com Diego Schoening, Alix Bauer, Paulina Rubio, Sasha Sokol, Benny Ibarra e Mariana Garza, que anos mais tarde se tornaram atores ou continuaram com suas de cantores paralelamente. O primeiro álbum do grupo em que foi "La Banda Timbiriche", quarto álbum do grupo.
Durante a sua estada em Timbiriche, Erik desempenhou grandes sucessos como Mágico amor", "Ámame hasta con los dientes" e "Princesa Tibetana", entre outros. Ele permaneceu no grupo até 1991, com o disco Timbiriche 10, para começar com sua carreira solo. .
Erik começou sua carreira solo em 1993 com o álbum "La casa del amor", que mostrou o único sucesso, "Cuando mueres por alguien". Com este álbum Erik ganhou disco de ouro vendendo mais de 150 mil cópias. Mais tarde, em 1995 veio o álbum "Sueño de fantasía", dois anos mais tarde "Frecuencia continental".
Além da música, Erik também entrou no campo da atuação e sua participação em telenovelas foi em Morir para vivir, com Eduardo Capetillo em Alcanzar una estrella II, e com Sasha Sokol atuou em Lazos de amor, onde a atriz e cantora Lucero interpretou trigêmeas. Alcanzar una estrella II a lado de Sasha Sokol.
Em 1998  Erik integra Timbiriche durante o reencontro turísticos para concertos por todo o México e é autor de duas novas músicas para o grupo, além de participantes no arranjos musicais. Erik, nesta fase, com o grupo quebra recorde de aparições no "Auditório Nacional" da Cidade do México para realizar 22 shows seguidos, também realizada em 2 na mostra o "Foro Sol".
O grupo ganhou disco de platina por vendas de produção, "El concierto" ele participou como co-produtor e compositor.
Durante esse tempo, Erik decidiu voltar para a comédia musical que aderiu ao elenco de "Rent" em que el trabalha no papel de "Roger" e ganhou um "Prêmio Heraldo" como revolução no teatro. 
Em 1 de abril de 2000 Erik se casou com a atriz Andrea Legarreta, no porto de Acapulco foi o lugar onde Erik e Andrea decidiram juntar suas vidas e, em seguida uma lua-de-mel inesquecível em Los Cabos, em Las Vegas, San Francisco, Los Angeles e Papeete na Polinésia.
Erik depois foi para o musical "Jesus Cristo Superstar", que incorporado um "Judas", esta atuação o levou a ganhar o "Prêmio Herald" como melhor ator. Ao mesmo tempo Erik decide retomar a sua carreira como cantor e lança o disco "Quadrasónico" onde também é produtor e compositor. Este material mostrou o single "Dame amor", um estilo anos 1970.
Timbiriche decidiu fazer turnê com programa Pepsi Chart  onde ele compartilhou créditos com Claudia Lizaldi. O intérprete tem expandido seus horizontes para realizar a dublagem do personagem do astro de cinema infantil "Spirit" da Dreamworks.
Em 2004, Erik decidiu seguir o caminho como cantor, de modo que eles lançaram um álbum intitulado simplesmente "Erik" e novamente aventurou-se na produção e na autoria de certos temas. Este disco segue o primeiro single, "Ya nada es igual", e coloca este álbum novamente como um dos mais bem sucedidos do cantor na música latina, bem como a música "Malas Intenciones" que foi hit da telenovela Rebelde. Erik é um pai de duas lindas meninas Mia e Nina.

## Discografia
- Erik, 2004
- Quadrasónico, 2002
- Frecuencia continental, 1997
- Sueño de fantasía, 1995
- La casa del amor, 1993